# Sherwin-Williams
Sherwin-Williams Company er en amerikansk producent af maling og overfladebehandling med egne forretninger. De har i alt 4.758 forretninger, hvor deres produkter sælges til virksomheder og private. De er tilstede i over 120 lande.